# Loulé
Loulé – gmina i miasto w południowej Portugalii, w regionie Algarve, podregionie Algarve, dystrykcie Faro. Siedzibą władz gminy Loulé jest miasto Loulé.

## Krótki opis
Gmina zajmuje powierzchnię 763,67 km², a w 2011 r. zamieszkiwało ją 70 622 osób. Na terenie gminy, zlokalizowane są dwa miasta:
- Loulé – prawa miejskie od 1 lutego 1988 r., zajmuje powierzchnię 108,9 km² (miasto tworzą dwa sołectwa: São Clemente i São Sebastião), w 2011 r. liczyło 24 791 mieszkańców[1]
- Quarteira – prawa miejskie od 13 maja 1999 r., zajmuje powierzchnię 38,16 km² (miasto tworzy jedno sołectwo – Quarteira), w 2011 r. liczyła 21 798 mieszkańców[1]

## Sołectwa

Mapa gminy Loulé z aktualnym podziałem na sołectwa.

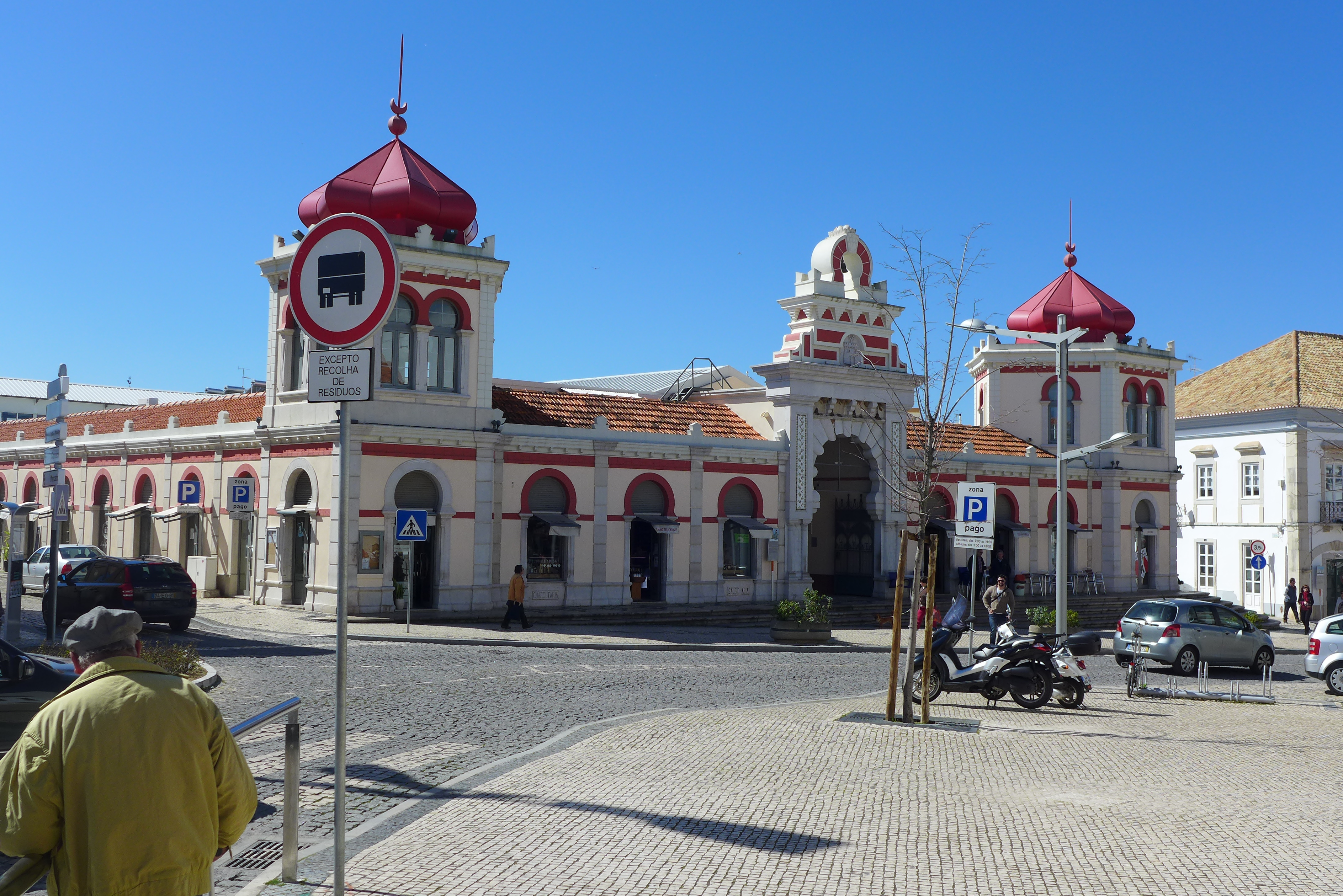
Hala targowa w centrum Loulé.

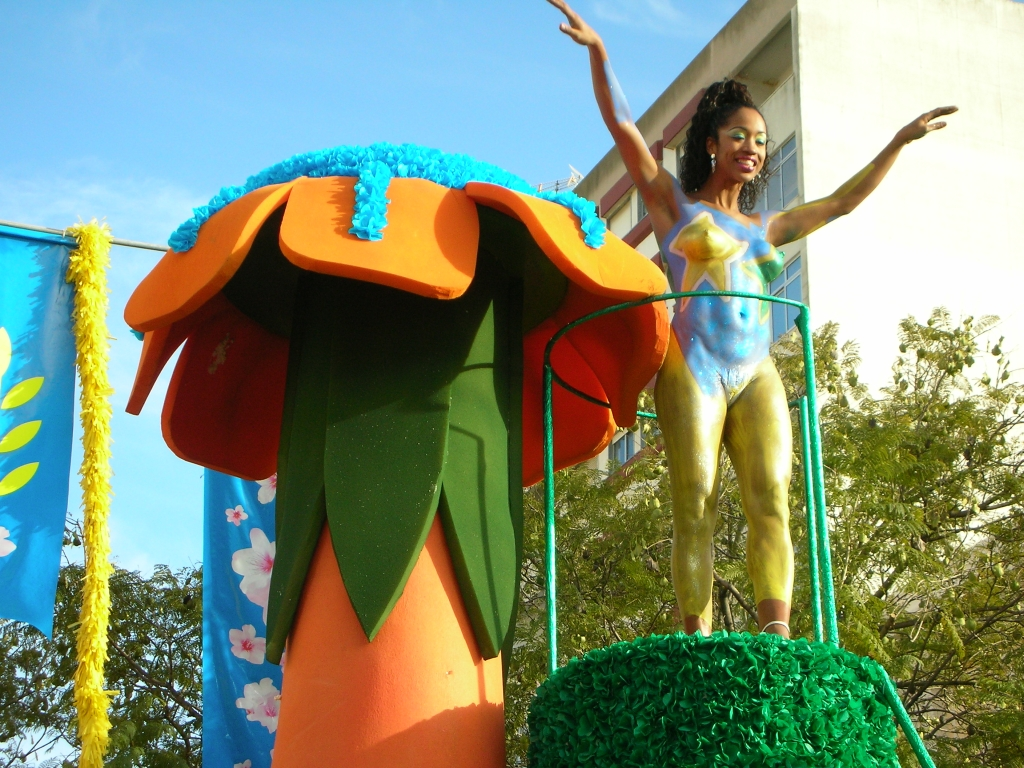
Tradycyjna parada podczas karnawału w Loulé.

Do 2012 gmina Loulé była podzielona na 11 sołectw (port. freguesias), jako jednostek administracyjnych niższego rzędu. W 2013 doszło do połączenia trzech sołectw: Querença, Tôr i Benafim w związek sołectw o nazwie Querença, Tôr e Benafim, dlatego obecnie ich liczba wynosi 9. Są to:
- Almancil – 11 136 osób[1]
- Alte – 1997 osób
- Ameixial – 439 osób
- Boliqueime – 4973 osoby
- Quarteira (od 13 maja 1999 r. posiadająca prawa miejskie) – 21 798 osób
- Querença, Tôr e Benafim (związek sołectw, utworzony w 2013 r. z połączenia trzech sołectw: Querença, Tôr i Benafim) – 2713 osób
- Salir – 2775 osób
- São Clemente (część miasta Loulé) – 17 358 osób
- São Sebastião (część miasta Loulé) – 7433 osoby

## Historia
W II wieku p.n.e., w okolicach obecnego zamku swoją osadę założyli Rzymianie. Jednak dopiero za czasów mauretańskich nastąpił rozwój miasta i wzrost jego rangi. W 1249 Loulé zostało odbite z rąk arabskich przez Alfonsa III Dzielnego, a w 1266 nadano mu prawa miejskie. Podczas rekonkwisty w XII i XIII w. ludność muzułmańska została wyparta z miasta. W okolicach miasta została otwarta kopalnia soli, przez co Loulé stało się znacznym ośrodkiem górniczym. Największy rozkwit Loulé miał miejsce podczas portugalskich wypraw odkrywczych. Jego rozwój zatrzymało trzęsienie ziemi z 1755. Kolejny dobry okres w dziejach miasta rozpoczął się w latach 60. XX wieku, gdy władze postawiły na turystykę masową (wybudowano wówczas kurorty w nadmorskiej części gminy).

## Atrakcje

### Budynki i zabytki
- zamek Castelo de Loulé z murami obronnymi w São Clemente (wybudowany pomiędzy XIV i XVIII w., odbudowany w XIX w.)
- sanktuarium Matki Bożej Miłosierdzia w São Sebastião (Santuario de Nuestra Señora de la Piedad)
- trójnawowy kościół Świętego Klemensa w São Clemente (wybudowany pomiędzy XIII i XVII w.)
- dzwonnica przy kościele Świętego Klemensa (przypuszczalnie niegdyś minaret z X lub XI w.)
- kościół Matki Boskiej Wniebowziętej w Alte z XIII w. (Igreja de Nossa Senhora da Assunção)
- kościół Świętego Wawrzyńca w Almancil z XVII w. (Igreja de São Lourenço de Almancil)
- hala targowa w stylu neomauretańskim
- rzymskie ruiny Cerro da Vila w pobliżu portu jachtowego Vilamoura

### Wystawy i muzea
- muzeum archeologiczne

### Imprezy cykliczne
- targ (w każdą sobotę rano na rynku)
- karnawał w lutym (uważany jest za jeden z najbardziej kolorowych w całej Portugalii)
- święto miasta w dzień Wniebowstąpienia Pańskiego

## Turystyka
Gmina położona jest nad Oceanem Atlantyckim. Na jej terenie znajdują się trzy duże kompleksy turystyczne: Vilamoura (w granicach miasta-sołectwa Quarteira) oraz Quinta do Lago i Vale do Lobo (w granicach sołectwa Almancil). Vilamoura jest największym i najstarszym z nich (powierzchnia 1600 ha, utworzona w połowie lat 60. XX wieku). Budowę kompleksu golfowo-wypoczynkowego Quinta do Lago rozpoczęto w 1971 z inicjatywy André Jordana (polskiego dewelopera budowlanego osiadłego w Brazylii), a ukończono w 1974. Kompleks golfowy Vale do Lobo oddano do użytku w 1968. Ważnym obiektem jest również port jachtowy Marina Vilamoura.
Ten fragment portugalskiego wybrzeża słynie z długich, szerokich i piaszczystych plaż (Praia de Vilamoura, Praia de Quarteira, Praia de Loulé Velho, Praia do Trafal, Praia de Vale do Lobo, Praia do Garrão - Poente, Praia do Garrão - Nascente, Praia do Ancão i Praia da Quinta do Lago).
W gminie funkcjonuje wiele hoteli 4 i 5-gwiazdkowych, kasyno oraz liczne kluby nocne.

## Demografia
| Liczba ludności gminy Loulé w latach 1801 – 2011 | Liczba ludności gminy Loulé w latach 1801 – 2011 | Liczba ludności gminy Loulé w latach 1801 – 2011 | Liczba ludności gminy Loulé w latach 1801 – 2011 | Liczba ludności gminy Loulé w latach 1801 – 2011 | Liczba ludności gminy Loulé w latach 1801 – 2011 | Liczba ludności gminy Loulé w latach 1801 – 2011 | Liczba ludności gminy Loulé w latach 1801 – 2011 | Liczba ludności gminy Loulé w latach 1801 – 2011 | Liczba ludności gminy Loulé w latach 1801 – 2011 | Liczba ludności gminy Loulé w latach 1801 – 2011 | Liczba ludności gminy Loulé w latach 1801 – 2011 | Liczba ludności gminy Loulé w latach 1801 – 2011 | Liczba ludności gminy Loulé w latach 1801 – 2011 | Liczba ludności gminy Loulé w latach 1801 – 2011 | Liczba ludności gminy Loulé w latach 1801 – 2011 | Liczba ludności gminy Loulé w latach 1801 – 2011 |
| ------------------------------------------------ | ------------------------------------------------ | ------------------------------------------------ | ------------------------------------------------ | ------------------------------------------------ | ------------------------------------------------ | ------------------------------------------------ | ------------------------------------------------ | ------------------------------------------------ | ------------------------------------------------ | ------------------------------------------------ | ------------------------------------------------ | ------------------------------------------------ | ------------------------------------------------ | ------------------------------------------------ | ------------------------------------------------ | ------------------------------------------------ |
| 1801                                             | 1849                                             | 1864                                             | 1878                                             | 1890                                             | 1900                                             | 1911                                             | 1920                                             | 1930                                             | 1940                                             | 1950                                             | 1960                                             | 1970                                             | 1981                                             | 1991                                             | 2001                                             | 2011                                             |
| 13 503                                           | 16 137                                           | 26 122                                           | 31 729                                           | 38 782                                           | 44 343                                           | 44 355                                           | 44 248                                           | 44 026                                           | 52 126                                           | 50 953                                           | 45 126                                           | 35 679                                           | 44 051                                           | 46 585                                           | 59 160                                           | 70 622                                           |